# 大島卓
大島 卓（おおしま たく、1956年7月14日 - ）は、日本の電池技術者、実業家。日本ガイシ代表取締役社長を経て、同社代表取締役会長、中部経済連合会副会長、愛知県経営者協会会長、日本ファインセラミックス協会副会長。

## 経歴・人物
東京都出身。東京都立国立高等学校を経て、1980年東京工業大学（現東京科学大学）工学部生産機械工学科卒業。材料強度佐藤和郎研究室出身。大学卒業後日本碍子入社。長年生産技術部門でナトリウム・硫黄電池の開発などを行った。2007年執行役員。2011年常務執行役員。
2014年から日本ガイシ代表取締役社長として、自動車向けの設備投資の拡大を進めた。
愛知県経営者協会副会長などを経て、2020年JR東海取締役。2021年日本ガイシ代表取締役会長、東邦ガス取締役、愛知県経営者協会会長、日本ファインセラミックス協会副会長。
中部経済連合会副会長、環境パートナーシップ・CLUB（EPOC）副会長、愛知労働基準協会理事、中部産業連盟審議役、愛知県職業能力開発協会会長、愛知・名古屋アジア競技大会組織委員会理事等も歴任。
2021年11月10日、ベルギーのフィリップ国王よりレオポルドII世勲章コマンドール章を受章。

## テレビ番組
- 日経スペシャル カンブリア宮殿 世界トップシェアが続々... 失敗を恐れない技術屋集団の復活劇！（2020年2月20日、テレビ東京）- 日本ガイシ社長 大島卓出演[17]。